# 慕容亮 (西燕)
慕容亮（?—?），昌黎棘城（今辽宁省义县西北）人，西燕宗室，慕容永的兒子，也是慕容弘之兄。
394年，慕容永被后燕慕容垂包围，派他儿子常山公慕容弘等人去向东晋雍州刺史郗恢求救，并奉献一颗玉玺做为进见之礼。郗恢上奏晋孝武帝，晋孝武帝下诏调青、兖二州刺史王恭和豫州刺史庾楷前往解救慕容永。慕容永又派他的太子慕容亮到东晋充当人质。后燕平规追捕慕容亮，追到高都抓住。慕容永又向北魏告急。拓跋珪派陈留公拓跋虔和将军庾岳统领骑兵五万东渡黄河集结在秀容一带。东晋和北魏援兵还没有来到的时候，后燕将士抓住了慕容永把他杀了。